# أوستين سانت جون
أوستين سانت جون (بالإنجليزية: Austin St. John)‏ هو لاعب تايكوندو وممثل أمريكي، ولد في 17 سبتمبر 1974 في الولايات المتحدة.

## وصلات خارجية
- أوستين سانت جون على موقع IMDb (الإنجليزية)
- أوستين سانت جون على موقع ألو سيني (الفرنسية)
- أوستين سانت جون على موقع أول موفي (الإنجليزية)
- أوستين سانت جون على موقع قاعدة بيانات الفيلم (الإنجليزية)
- أوستين سانت جون على موقع كينوبويسك (الروسية)